# Districte de Likoma
El districte de Likoma és un dels districtes de la regió nord de Malawi i el menys poblat de tots ells, amb capital a la ciutat de Likoma. El districte té una superfície de 20 km² i té una població de 14.527 habitants. Consta de dos enclavaments separats de Malawi situats dins de les aigües de Moçambic al llac Malawi (també conegut a Tanzània com a llac Nyasa i al Moçambic circumdant com a llac Niassa). Consta de dues illes principals, Likoma i Chizumulu.

## Història
Mentre que els missioners portuguesos van colonitzar l'interior d'Angola i Moçambic al segle XIX, els missioners anglicans van colonitzar Malawi, incloses les illes del llac Malawi.
El 1954, es va signar un acord per fer del mig del llac Malawi la frontera entre Malawi i el veí Moçambic; no obstant això, les illes Likoma i Chizumulu es van mantenir com a part de Malawi.

## Demografia
En el moment del cens de Malawi de 2018, la distribució de la població del districte de Likoma segons el seu grup ètnic era la següent:
- 73,8% nianja
- 9,2% Chewa
- 9,1% Tonga
- 3,1% Tumbuka
- 1,4% Yao
- 1,2% Ngoni
- 1,1% Lomwe
- 0,4% Nkhonde
- 0,2% Mang'anja
- 0,1% Sena
- 0,1% Lambya
- 0,0% Sukwa
- 0,3% Altres

## Cultura
Els Likoma són majoritàriament pescadors i parlen una llengua tradicional nkamanga. Hi ha majoritàriament pobles petits a les dues illes, a excepció de Mbamba amb una catedral anglicana. Hi ha pocs cotxes però molts vehicles de quatre rodes, creant una barreja única de turisme i cultura local.

## Geografia
El districte ocupa una superfície de 20 km2 i té una població de 14.527 al cens de 2018. Així, la densitat de població és d'aproximadament 726 habitants per quilòmetre quadrat, fent que sigui el menys poblat dels districtes de Malawi. Hi ha un aeroport, a l'illa principal.

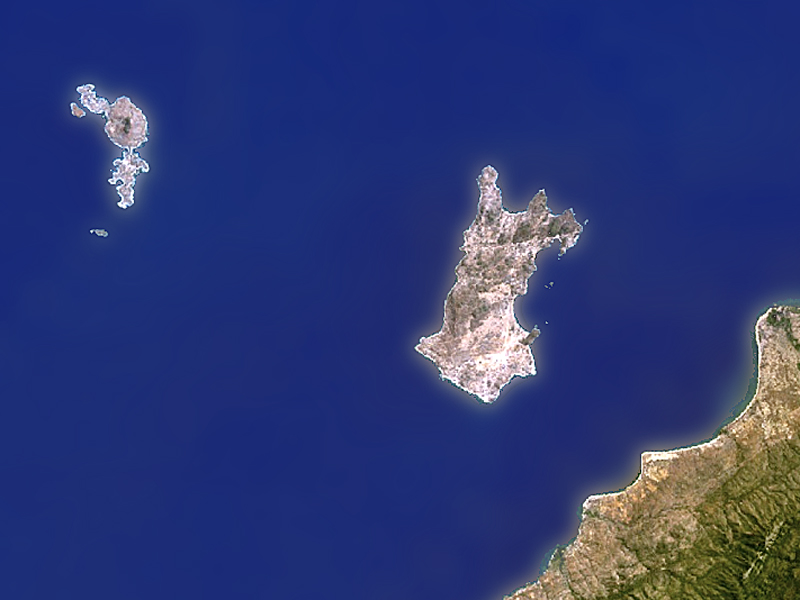
Vista per satèl·lit del districte de Likoma.

### Principals pobles
- Likoma
- Mbamba
- Chiguluwindi[6]
- Xinyanya
- Chiponder
- Batmanlevels
- Chipyela

## Departaments de govern i administracions
Hi ha una única circumscripció de l'Assemblea Nacional que representa les illes Likoma:
- Illes Likoma

Des de les eleccions de 2009, l'ocupa O. A. Thundu del Partit Progressista Democràtic.

## Política
El districte no va rebre la visita de cap de la dotzena de candidats a la presidència en el cicle electoral del 2014, que els locals van prendre com un signe de desànim.

## Ecologia i clima
La major part de l'illa la conformen pastures, i els arbres dominants són el baobab i el mango. La vida animal està formada per petits amfibis, ocells i alguns dels peixos més diversos de Malawi.